# Головні архітектори Києва
У списку присутні архітектори, які обіймали посаду головного архітектора міста Києва. У списку вказано період роботи на посаді головного архітектора, а також основні досягнення архітекторів під час перебування на цій посаді. список включає всіх архітекторів від часу заснування посади у 1799 році до наших днів. 
| Ім'я                         | Фотографія          | Роки життя | Період роботи      | Примітки |
| ---------------------------- | ------------------- | ---------- | ------------------ | --- |
| Андрій Меленський            | Немає вільного фото | 1766–1833  | 1799–1829          | Перший головний архітектор міста. Творець Контрактового будинку, Церкви святого Миколая на Аскольдовій могилі та Церкви Різдва Христового.                                                                                                 |
| Павло Дубровський            | Немає вільного фото | 1783–?     | 1829–1833          | |
| Людвік Станзані              | Немає вільного фото | 1793–1872  | 1833–1848 або 1849 | |
| Микола Самонов               | Немає вільного фото | 1819–1898  | 1849–1869          | |
| Олександр Шіле               | Немає вільного фото | 1830–1897  | 1869–1871          | |
| Микола (Георг-Микола) Весман | Немає вільного фото | 1828–1901  | 1871–1872          | |
| Віктор Прохоров              | Немає вільного фото | 1843–1896  | 1872–1877          | |
| Володимир Ніколаєв           |                     | 1847–1911  | 1873–1883          | |
| Павло Альошин                |                     | 1881–1961  | 1918–1920          | Творець Педагогічного музею, реставратор Маріїнського палацу та Червоного корпусу Київського національного університету. |
| Валеріян Риков               |                     | 1874–1942  | 1922               | |
| Володимир Безсмертний        |                     | 1862–1940  | 1922–1931          | |
| Григорій Головко             |                     | 1900–1982  | 1936–1939          | |
| Володимир Заболотний         |                     | 1898–1962  | 1940–1941          | |
| Адріан Матушевич             |                     | 1899–1987  | 1943–1944          | виконувач обов'язків головного архітектора Києва |
| Олександр Власов             |                     | 1900–1962  | 1944–1950          | Реконструктор Хрещатика, працював також головним архітектором Москви. |
| Анатолій Добровольський      | Немає вільного фото | 1910–1988  | 1950–1955          | Один з творців готелю «Україна», аеропорту Бориспіль та Північного мосту. |
| Борис Приймак                |                     | 1909–1996  | 1955–1973          | |
| Ігор Іванов                  | Немає вільного фото | 1928–1980  | 1974–1980          | |
| Валентин Єжов                |                     | 1927–2010  | 1981–1987          | Народний архітектор України, зав. кафедрою основ архітектури та архітектурного проєктування КНУ будівництва та архітектури. Творець Будинку торгівлі та станцій метро «Вокзальна» і «Либідська».                                           |
| Микола Жаріков               |                     | нар. 1931  | 1986 або 1987–1992 | |
| Віктор Дубок                 |                     | 1935–2013  | 1992–1993          | |
| Юрій Пісковський             |                     | нар. 1935  | 1993–1996          | Професор Міжнародної академії архітектури, почесний академік Української академії архітектури, член національної спілки архітекторів України. Організатор Ради головних архітекторів міст України (голова до 1996 року)                    |
| Сергій Бабушкін              | Немає вільного фото | нар. 1947  | 1996–2003          | Творець численних офісних та бізнес центрів, співавтор реконструкції Майдану Незалежності. |
| Василь Присяжнюк             | Немає вільного фото | нар. 1944  | 2003–2008          | Дворазовий лауреат Державної премії України в галузі архітектури, заслужений архітектор України. |
| Сергій Броневицький          |                     | нар. 1971  | 2009–2011          | Виконував обов'язки головного архітектора міста після звільнення Василя Присяжнюка.. Брав участь у підготовці змін до Правил забудови Києва, організував проєктні роботи розробки нового Генерального плану Києва та передмість (до 2025). |
| Сергій Целовальник           |                     | нар. 1952  | 2011–2015          | Заслужений архітектор України. |
| Ганна Бондар                 |                     | нар. 1975  | 2015–2016          | Виконуюча обов'язки головного архітектора Києва і Директора Департаменту містобудування та архітектури міста Києва. |
| Олександр Свистунов          | Немає вільного фото | нар. 1976  | 2016–              | Творець численних офісних та бізнес центрів. |